# Christiane Wartenberg
Christiane Wartenberg (Prenzlau, 27 oktober 1956) is een voormalig atlete uit Duitsland.
Op de Olympische Zomerspelen van Montreal in 1976 liep Wartenberg de 1500 meter onder haar meisjesnaam Christiane Stoll.
Vier jaar later, op de Olympische Zomerspelen van Moskou in 1980 liep ze als Christiane Wartenberg in 3:57,71 naar een zilveren medaille.

## Persoonlijk record
| Onderdeel | Resultaat | Jaar |
| --------- | --------- | ---- |
| 1500 m    | 3:57,71   | 1980 |
| 800 m     | 1:58,63   | 1983 |

| Onderdeel | Resultaat | Jaar |
| --------- | --------- | ---- |
| 800 m     | 2:03,87   | 1985 |
| 1500 m    | 4:11,0    | 1978 |

- World Athletics: 14346224